# Gennadij Tjernovol
Gennadij Tjernovol, född 6 juni 1976 i Sovjetunionen, är en kazakisk kortdistanslöpare. Han är en av Asiens främsta sprinters under det tidiga 2000-talet, med flera medaljer från asiatiska mästerskapstävlingar. Han innehar bland annat det asiatiska rekordet på 50 meter. Inomhus har han nått semifinal vid VM tre gånger på 60 meter och en gång på 200 meter.

## Personliga rekord

### Utomhus
- 100 meter – 10,18 s. (Almaty 22 juni 2002)
- 200 meter – 20,44 s. (Rom 12 juli 2002)

### Inomhus
- 50 meter – 5,69 s. (Liévin 24 februari 2002, asiatiskt rekord)
- 60 meter – 6,57 s. (Erfurt 1 februari 2002)
- 200 meter – 20,95 s. (Tianjin 18 februari 2001)
- 300 meter – 33,67 s. (Ekaterinburg 7 januari 2002)